# Lukas Schleimer
Lucas Schleimer (Treviri, 9 dicembre 1999) è un calciatore tedesco, attaccante del Wehen Wiesbaden.

## Carriera
Cresciuto nel Mosella Schweich, Schleimer ed è stato acquistato dal Norimberga nel 2017. Dal 2018 al 2020 ha giocato con la seconda squadra in Regionalliga ed il 4 giugno 2020 ha firmato il suo primo contratto professionistico.
Il 5 ottobre 2020 è stato ceduto in prestito al Saarbrücken con cui ha debuttato tredici giorni dopo contro l'Unterhaching.
Rientrato al Norimberga, ha esordito in prima squadra il 17 settembre 2021 nell'incontro di 2. Bundesliga vinto 1-0 contro l'Hansa Rostock.

## Statistiche

### Presenze e reti nei club
Statistiche aggiornate al 23 dicembre 2023.
| Stagione        | Squadra         | Campionato      | Campionato | Campionato | Coppe nazionali | Coppe nazionali | Coppe nazionali | Coppe continentali | Coppe continentali | Coppe continentali | Altre coppe | Altre coppe | Altre coppe | Totale | Totale | Totale |
| Stagione        | Squadra         | Comp            | Pres       | Reti       | Comp            | Pres            | Reti            | Comp               | Pres               | Reti               | Comp        | Pres        | Reti        | Pres   | Reti   |        |
| --------------- | --------------- | --------------- | ---------- | ---------- | --------------- | --------------- | --------------- | ------------------ | ------------------ | ------------------ | ----------- | ----------- | ----------- | ------ | ------ | ------ |
| 2018-2019       | Norimberga II   | RL              | 28         | 2          |                 | -               | -               |                    | -                  | -                  |             | -           | -           | 28     | 2      |        |
| 2019-2020       | Norimberga II   | RL              | 20         | 10         |                 | -               | -               |                    | -                  | -                  |             | -           | -           | 20     | 10     |        |
| 2020-2021       | Saarbrücken     | 3L              | 13         | 0          | CG              | 0               | 0               |                    | -                  | -                  |             | -           | -           | 13     | 0      |        |
| 2021-2022       | Norimberga II   | RL              | 16         | 7          |                 | -               | -               |                    | -                  | -                  |             | -           | -           | 16     | 7      |        |
| 2022-2023       | Norimberga II   | RL              | 2          | 1          |                 | -               | -               |                    | -                  | -                  |             | -           | -           | 2      | 1      |        |
| 2021-2022       | Norimberga      | 2L              | 21         | 3          | CG              | 1               | 0               |                    | -                  | -                  |             | -           | -           | 22     | 3      |        |
| 2022-2023       | Norimberga      | 2L              | 15         | 1          | CG              | 1               | 0               |                    | -                  | -                  |             | -           | -           | 16     | 1      |        |
| 2023-2024       | Norimberga      | 2L              | 16         | 3          | CG              | 3               | 0               |                    | -                  | -                  |             | -           | -           | 19     | 3      |        |
| Totale carriera | Totale carriera | Totale carriera | 131        | 27         |                 | 5               | 0               |                    | -                  | -                  |             | -           | -           | 136    | 27     |        |